# Bazy Tankersley
Ruth Elizabeth "Bazy" Tankersley (7 de marzo de 1921 - 5 de febrero de 2013) fue una criadora de caballos árabes y periodista de periódicos americana. Fue hija  del senador Joseph Medill McCormick y su madre era la congresista republicana progresiva Ruth  Hanna McCormick. Tankersley estuvo implicada con causas Republicanas conservadoras cuándo era joven, incluyendo una amistad con el senador Joseph McCarthy.
El padre de Tankersley murió cuándo ella era una niña. A los 18  empieza a trabajar como reportera para un diario publicado por su madre. 
Tankersley era patrona de muchas caridades. Fallece en 2013 por enfermedad de Parkinson.

## Otras lecturas
- Parkinson, Mary Jane (1998). And Ride Away Singing: the Breeding Philosophy of Bazy Tankersley and the History of Al-Marah Arabians. Tucson, Arizona: Arabian Horse Owners Foundation. 1998. ISBN 978-1-930140-00-4.

- Datos: Q13220621